# Liens (Club français du livre)
Pour les articles homonymes, voir Lien.
Liens est, de 1947 à 1969 la revue que le Club français du livre adressait à ses adhérents.
Le no 1 est daté de mars 1947.
Son premier animateur fut Robert Massin, lui succéda François Martineau. Bien qu'à visées commerciales cette publication mensuelle et illustrée en vint à jouer un véritable rôle littéraire, appuyant les jeunes romanciers, organisant des rencontres et s'attirant ainsi l'hostilité des milieux traditionnels de l'édition.
La maquette de la revue faisait l'objet d'une composition artistique souvent très recherchée: la couverture du no 54 d'octobre 1957 porte ainsi un dessin de Jean Cocteau (main au stylo et à la cigarette), le numéro de janvier 1955 qui offre une étude sur Dali de Pascal Pia présente "une bonne et ennuyeuse année" aux lecteurs sur sa couverture avec des fantaisies graphiques.
La revue accueillit la publicité de marques diverses (champagnes, vins, stylos, bas) dès 1951 puis au milieu des années 1950, Liens redevint un banal support de diffusion éditoriale mais conserva une bonne tenue. La revue a disparu en 1969 dans un contexte de grosses difficultés financières pour le CFL.
Les titres complets successifs furent : Liens, la revue mensuelle de l'homme cultivé puis Liens des lettres et des arts, cahiers mensuels car il y eut 2 séries.